# Cochetând cu moartea
Cochetând cu moartea (engleză: Riding the Bullet) este un film de groază/thriller din 2004 regizat de Mick Garris. Este o adaptare după o nuvelă omonimă de Stephen King. Filmul, care a avut o distribuire limitată în cinematografe, nu a fost un succes financiar, având încasări de doar 134.711 dolari americani.

## Prezentare
Un tânăr autostopist vrea să ajungă acasă pentru a-și vizita mama. Face semn cu mâna și este luat în mașina unui străin misterios. Pe parcursul drumului, tânărul descoperă un secret teribil despre străin. Din această cauză tânărul este silit de străin să facă o alegere. O alegere care poate însemna viață sau moarte.

## Povestea
Acțiunea filmului are loc în 1969. Alan Parker (Jackson) este un tânăr artist care studiază la Universitatea din Maine. El devine obsedat de moarte și crezând că își va pierde iubita sa, pe Jessica (Christensen), el încearcă să se sinucidă de ziua lui. Prietenii săi îl surprind în timp ce se taie și-l duc repede la spital. În cele din urmă își revine și decide să meargă cu ei la un concert al lui John Lennon. Înainte de a pleca, află că mama sa, Jean (Hershey), este în spital din cauza unui accident vascular cerebral și este aproape de moarte. Alan decide să facă autostopul pentru a ajunge la spitalul unde se află mama sa. Pe drum  el are mai multe întâlniri stranii cu vii și morți. Filmul se termină atunci când Alan, acum în vârstă de 40 de ani, spunând publicului că mama sa a murit de un atac de cord în timp ce se uita la televizor. El s-a căsătorit cu prietena sa Jessica, dar căsnicia a durat doar patru ani. El niciodată nu a fost artist, dar el merge în fiecare vară într-un parc tematic în memoria mamei sale. În timp ce merge pe jos din parc, o persoană care pare a fi prietenul său George Staub se oferă să-l ia la o plimbare, dar el refuză.

## Actori
- Jonathan Jackson – Alan Parker
- David Arquette – George Staub
- Cliff Robertson – Farmer
- Barbara Hershey – Jean Parker
- Erika Christensen – Jessica Hadley
- Barry W. Levy – Julian Parker
- Nicky Katt – Ferris
- Jackson Warris – Six-Year-Old Alan
- Jeff Ballard – 12-Year-Old Alan
- Peter LaCroix – Mature Alan
- Chris Gauthier – Hector Passmore
- Robin Nielsen – Archie Howard
- Matt Frewer – Mr. Clarkson
- Simon Webb – Grim Reaper
- Keith Dallas – Orderly
- Danielle Dunn-Morris – Mrs. Janey McCurdy